# امین‌الله
امین‌الله می‌تواند به افراد زیر اشاره داشته‌باشد:
- امین‌الله رشیدی، خواننده و آهنگساز ایرانی
- امین‌الله حسین، آهنگ‌ساز ایرانی‌تبار ساکن فرانسه